# Vasklot
Vasklot (fi. Vaskiluoto) är en ö och en stadsdel i Vasa i Finland. Vasklot ligger i Norra och  Södra stadsfjärden, ca 2 kilometer från Vasa centrum. På Vasklot finns Vasa hamn.